# Progressiv religionssyn
Progressiv religionssyn är ett sätt att se på religionen som varande i ständig utveckling. Enligt synsättet slutar inte Gud att uppenbara mer av sin plan för mänskligheten i och med att en religionsgrundare dött, utan mänskligheten har även framtida uppenbarelser att vänta. Exempel på religioner som har en progressiv syn på religionen är Bahá'í-tron, i form av progressiv uppenbarelse, och Jesu Kristi Kyrka av Sista Dagars Heliga (mormonerna).